# Замак Алмурол
Замак Алмурол (Castle of Almourolis) се налази на малом стеновитом острву, на реци Тагус, у Португалу. Замак је био темпларско утврђење које су користили током ослобађања Португала.

## Освајање замка
Порекло заузимања ове локације потиче из старог века. Верује се да је на том месту постојао шанац још од доба Римљана па до касног средњег века. Познато је да је 1129. године, када су Португалци освојили ово подручје замак постојао под именом Алморолан. 

## Замак и Темплари
Замак је дат Темпларима, који су направили насеље између реке Мондего и реке Тагус. Они су такође били одговорни за одбрану главног града, који је тада био Коимбра, и обновили су замак са архитектонским карактеристикама које замак и данас има. 
На главној капији постоји епиграф на коме пише да је реконструкција завршена 1171. године, две године након изградње замка Томар. Постоји неколико заједничких карактеристика за ова два замка, који су направљени у истом стилу темпларске архитектуре. Оба имају четвороугаону основу, високи зидови су штићени са двет округлих торњева. У центру структуре се налази затвор. 

## Напуштање замка и његово оживљавање
Ред Темплара је угашен и замак Алмурол је заборављен. Обновљен је тек у деветнаестом веку. Многи оригинални елементи су уништени у покушају да се од замка направи ремек-дело средњовековног начина изградње. 

## Замак као штаб диктаторског режима
У двадесетом веку, овај простор је преуређен у Резиденцију Републике. Неки од битних догађаја у доба диктаторског режима у Португалу су се догодили на том месту. 

## Положај замка
Замак се налази на подручју Виља Нова де Бариња (Vila Nova da Barquinha) и отворен је за посете туриста. До острва се стиже помоћу чамца који се може изнајмити на обали. 